# Matt McHugh
Mathew O. „Matt“ McHugh (* 22. Januar 1894 in Connellsville, Pennsylvania; † 22. Februar 1971 in Northridge, Los Angeles, Kalifornien) war ein US-amerikanischer Filmschauspieler und Schauspieler.

## Leben
Mathew McHugh wurde 1894 in Connellsville, im US-Bundesstaat Pennsylvania, in eine irischstämmige Familie von Schauspielern geboren. Er war der Bruder von Frank McHugh, James McHugh, Kitty McHugh, Ed McHugh und Nora McHugh, die allesamt zumindest zeitweise im Schauspielgeschäft arbeiteten. Schon im Kindes- und Jugendalter stand er an der Seite seiner Eltern und Geschwister auf Theaterbühnen. McHugh gab sein Broadway-Debüt im Jahr 1929 in Elmer Rices sozialkritischem Drama Street Scene, in dem auch sein Bruder Ed mitspielte. 1936 hatte er seinen zweiten und letzten Auftritt in einer Broadway-Produktion in Swing Your Lady.
1931 gab McHugh in Street Scene, der Verfilmung von Rices Theaterstück durch King Vidor, in der Rolle eines Trunkenboldes sein Filmdebüt. Danach konzentrierte er sich auf das Filmgeschäft und sollte im Laufe seiner Karriere in über 200 Kinofilmen mitspielen. Äußerlich ähnelte Matt McHugh seinem jüngeren Bruder Frank, einem erfolgreichen Charakterdarsteller bei Warner Brothers, erreichte aber nie dessen Prominenz und musste sich oftmals mit kleineren Nebenrollen begnügen. Oftmals verkörperte McHugh sarkastische oder sardonische, mitunter auch direkt gallig wirkende Großstadttypen aus der arbeitenden Bevölkerung, etwa Taxifahrer, Barkeeper, Detektive, Reporter oder Mechaniker. Trotz seiner tatsächlichen Herkunft spielte McHugh seine Rollen normalerweise mit einem Brooklyn-Akzent und wurde oft für Charaktere besetzt, die explizit aus Brooklyn stammen.
Matt McHugh spielte kleinere Rollen an der Seite von Komikern wie Laurel und Hardy, den Marx Brothers oder Harold Lloyd; auch hatte er Auftritte in bekannten Filme wie Freaks, Die Schwester der Braut, Mr. Smith geht nach Washington und Die blaue Dahlie. In den 1940ern erhielt er bei Columbia Pictures in einigen Kurzfilm-Komödien an der Seite von u. a. Andy Clyde, Hugh Herbert, Walter Catlett und den The Three Stooges auch die Möglichkeit, größere Rollen zu spielen. 1950 stand er mit dem The Silver Theatre erstmals für eine Fernsehproduktion vor der Kamera und absolvierte danach noch einige weitere Fernsehauftritte. In der ersten Hälfte der 1950er-Jahre zog er sich mit etwa 60 Jahren aus dem Film- und Fernsehgeschäft zurück. 
Er heiratete am 28. Juli 1962 Ruth Mellenbruch und starb im November 1971 mit 77 Jahren in einem Herzinfarkt.

## Filmografie
- 1931: Street Scene
- 1931: Taxi!
- 1932: The Woman from Monte Carlo
- 1932: Freaks (La Monstrueuse Parade)
- 1932: The Wet Parade
- 1932: The Roadhouse Murder
- 1932: Zwei Sekunden (Two Seconds)
- 1932: Love Is a Racket
- 1932: Einsame Herzen (The Purchase Price)
- 1932: Afraid to Talk
- 1932: Hypnotized
- 1933: Ein charmanter Schwindler (Hard to Handle)
- 1933: Seemannsglück (Sailor’s Luck)
- 1933: Night of Terror
- 1933: Hell Below
- 1933: Der Mann mit der Kamera (Picture Snatcher)
- 1933: Laurel und Hardy: Hände hoch – oder nicht (The Devil’s Brother)
- 1933: The Girl in 419
- 1933: Bed of Roses
- 1933: The Man Who Dared
- 1933: The Last Trail
- 1933: A Man of Sentiment
- 1933: The Mad Game
- 1933: Eine Frau vergisst nicht (Only Yesterday)
- 1933: Der Boxer und die Lady (The Prizefighter and the Lady)
- 1933: From Headquarters
- 1933: Blood Money
- 1933: Jimmy and Sally
- 1933: Ich tanze nur für Dich (Dancing Lady)
- 1933: Gallant Lady
- 1934: Two Alone
- 1934: Sing and Like It
- 1934: Sadie McKee
- 1934: Murder in the Private Car
- 1934: Call It Luck
- 1934: Harold Lloyd, der Strohmann (The Cat’s-Paw)
- 1934: She Loves Me Not
- 1934: Judge Priest
- 1934: Wake Up and Dream
- 1934: Lost in the Stratosphere
- 1934: Behold My Wife!
- 1934: Der Weg in Verderben (Fugitive Lady)
- 1934: Madame befiehlt! (Enter Madame)
- 1935: Licht im Dunkeln (Wings in the Dark)
- 1935: Die Fee (The Good Fairy)
- 1935: Murder on a Honeymoon
- 1935: Mister Dynamite
- 1935: Party Wire
- 1935: Der gläserne Schlüssel (The Glass Key)
- 1935: Ladies Crave Excitement
- 1935: Diamanten-Jim (Diamond Jim)
- 1935: Thunder in the Night
- 1935: San Francisco im Goldfieber (Barbary Coast)
- 1935: Wenn sie nur kochen könnte (If You Could Only Cook)
- 1936: Anything Goes
- 1936: It Had to Happen
- 1936: Hände hoch! (The Country Beyond)
- 1936: Forgotten Faces
- 1936: Parole!
- 1936: The Phantom Rider
- 1936: To Mary – with Love
- 1936: The Gentleman from Louisiana
- 1936: Two in a Crowd
- 1936: The Big Broadcast of 1937
- 1937: It's All Yours
- 1937: Broadway Melody of 1938
- 1937: The Man Who Cried Wolf
- 1937: Die große Stadt (Big City)
- 1937: This Way Please
- 1937: Seekadetten (Navy Blue and Gold)
- 1937: Mannequin
- 1938: Mannes-Test (Man-Proof)
- 1938: Die Eiskönigin (Happy Landing)
- 1938: No Time to Marry
- 1938: Die Schwester der Braut (Holiday)
- 1938: Du und ich (You and Me)
- 1938: Wirbelwind aus Paris (The Rage of Paris)
- 1938: Der gejagte Professor (Professor Beware)
- 1938: Tropic Holiday
- 1938: Three Loves Has Nancy
- 1938: My Lucky Star
- 1938: That Certain Age
- 1938: The Mad Miss Manton
- 1938: Exposed
- 1938: While New York Sleeps
- 1938: Federal Man-Hunt
- 1939: They Asked for It
- 1939: The Jones Family in Hollywood
- 1939: Miracles for Sale
- 1939: Chicken Wagon Family
- 1939: The Under-Pup
- 1939: $1,000 a Touchdown
- 1939: The Escape
- 1939: Mr. Smith geht nach Washington (Mr. Smith Goes to Washington)
- 1939: Die Marx Brothers im Zirkus (At the Circus)
- 1939: 20,000 Men a Year
- 1939: Dr. Kildare: Das Geheimnis (The Secret of Dr. Kildare)
- 1940: Oh, Johnny, How You Can Love!
- 1940: I Take This Woman
- 1940: Primrose Path
- 1940: La Conga Nights
- 1940: Love, Honor and Oh-Baby!
- 1940: Sailor's Lady
- 1940: Nachts unterwegs (They Drive by Night)
- 1940: The Boys from Syracuse
- 1940: Argentine Nights
- 1940: Rangers of Fortune
- 1940: Yesterday's Heroes
- 1940: Youth Will Be Served
- 1941: The Wild Man of Borneo
- 1941: Mary und der Millionär (The Devil and Miss Jones)
- 1941: The Lady from Cheyenne
- 1941: West Point Widow
- 1941: For Beauty's Sake
- 1941: San Antonio Rose
- 1941: Unfinished Business
- 1941: Blues in the Night
- 1941: Marry the Boss's Daughter
- 1941: Cadet Girl
- 1941: The Perfect Snob
- 1941: Schrecken der zweiten Kompanie (You’re in the Army Now)
- 1942: A Gentleman at Heart
- 1942: Too Many Women
- 1942: A Desperate Chance for Ellery Queen
- 1942: Sunday Punch
- 1942: It Happened in Flatbush
- 1942: Der große Wurf (The Pride of the Yankees)
- 1942: Priorities on Parade
- 1942: The Man in the Trunk
- 1942: Henry Aldrich, Editor
- 1942: Girl Trouble
- 1942: That Other Woman
- 1942: Star Spangled Rhythm
- 1942: Quiet Please: Murder
- 1942: When Johnny Comes Marching Home
- 1943: Lady Bodyguard
- 1943: Flucht in die Freiheit (Flight for Freedom)
- 1943: Cowboy in Manhattan
- 1943: Coney Island
- 1943: Henry Aldrich Swings It
- 1943: Hi Diddle Diddle
- 1943: The West Side Kid
- 1943: So This Is Washington
- 1943: Thank Your Lucky Stars
- 1943: Riding High
- 1943: True to Life
- 1943: Whispering Footsteps
- 1944: And the Angels Sing
- 1944: Zeuge gesucht (Phantom Lady)
- 1944: Ladies Courageous
- 1944: Up in Arms
- 1944: Her Primitive Man
- 1944: The Eve of St. Mark
- 1944: Das Leben der Mrs. Skeffington (Mr. Skeffington)
- 1944: Mission im Pazifik (Wing and a Prayer)
- 1944: Secret Command
- 1944: The Merry Monahans
- 1944: San Diego I Love You
- 1944: Das Zeichen des Whistler (The Mark of the Whistler)
- 1944: My Buddy
- 1945: Hilfe, ich bin Millionär (Brewster’s Millions)
- 1945: Salome, Where She Danced
- 1945: Incendiary Blonde
- 1945: Die Dame im Zug (Lady on a Train)
- 1945: Onkel Harrys seltsame Affäre (The Strange Affair of Uncle Harry)
- 1945: Duffy's Tavern
- 1945: Die Glocken von St. Marien (The Bells of St. Mary’s)
- 1945: How DOooo You Do
- 1946: Gay Blades
- 1946: Die blaue Dahlie (The Blue Dahlia)
- 1946: Feind im Dunkel (The Dark Corner)
- 1946: Die seltsame Liebe der Martha Ivers (The Strange Love of Martha Ivers)
- 1946: Our Hearts Were Growing Up
- 1946: Deadline for Murder
- 1946: Nocturne
- 1946: Vacation in Reno
- 1947: Easy Come, Easy Go
- 1947: Detektiv mit kleinen Fehlern (My Favorite Brunette)
- 1947: Hit Parade of 1947
- 1947: The Trouble with Women
- 1947: They Won't Believe Me
- 1947: Das Lied vom dünnen Mann (Song of the Thin Man)
- 1948: Scudda Hoo! Scudda Hay!
- 1948: Give My Regards to Broadway
- 1948: Shed No Tears
- 1948: Der Pantoffelheld (An Innocent Affair)
- 1948: Ein Pferd namens October (The Return of October)
- 1949: Duke of Chicago
- 1949: The Stratton Story
- 1949: Der Brandstifter von Los Angeles (Arson, Inc.)
- 1949: Bodyhold
- 1950: The Silver Theatre (Fernsehserie, Folge 1x15)
- 1950: The Lone Ranger (Fernsehserie, Folge 1x29 Billie, die Große)
- 1950: Kill the Umpire
- 1950: Fahr zur Hölle (Return of the Frontiersman)
- 1950: Den Morgen wirst du nicht erleben (Kiss Tomorrow Goodbye)
- 1950: The Bigelow Theatre (Fernsehserie, Folge 1x02)
- 1951: Tales of Robin Hood
- 1951: Home Town Story
- 1951: Racket Squad (Fernsehserie, Folge 2x05)